# Флаурлінг
Флаурлінг (нім. Flaurling) —  громада округу Інсбрук-Ланд у землі Тіроль, Австрія.
Флаурлінг лежить на висоті  675 м над рівнем моря і займає площу  19,6 км². Громада налічує 1208 мешканців. 
Густота населення 62/км².  
|                                    |
| Флаурлінг на мапі округу та землі. |

 Адреса управління громади: Salzstraße 12, 6403 Flaurling. 

## Демографія
Історична динаміка населення міста за даними сайту Statistik Austria

## Виноски
1. ↑  Dauersiedlungsraum der Gemeinden Politischen Bezirke und Bundesländer - Gebietsstand 1.1.2018 — Статистичне управління Австрії.
2. ↑  https://www.statistik.at/blickgem/blick1/g70308.pdf
3. ↑   www.flaurling.tirol.gv.at
4. ↑  Gemeindedaten von Flaurling

| Австрія | Це незавершена стаття з географії Австрії. Ви можете допомогти проєкту, виправивши або дописавши її. |